# 莫尔日河 (伊泽尔河支流)
莫尔日河（法語：Morge，法語發音：[mɔʁʒ]）是法国奥弗涅-罗讷-阿尔卑斯大区伊泽尔省的河流，是伊泽尔河的右支流，长27.1千米，发源自圣奥普尔，于波列纳流入伊泽尔河。